# Задоброва
Задоброва (на словенски: Zadobrova) е село в Словения, Савински регион, община Целе. Според Националната статистическа служба на Република Словения през 2015 г. селото има 880 жители.